# Thomas Freudensprung
Thomas Freudensprung (* 1965 in Wiener Neustadt, Niederösterreich; † 1. Oktober 2011 bei Landsee, Markt Sankt Martin, Burgenland) war ein österreichischer Schauspieler.

## Leben
Thomas Freudensprung besuchte nach der Matura die Schauspielschule Krauss in Wien. Sein erstes Engagement beim Theater hatte er 1985. Im Anschluss folgten Auftritte auf österreichischen und deutschen Bühnen in Graz, Linz, Bregenz und Kamenz. Ein lange Jahre dauerndes Engagement hatte er bei den Schlossspielen Kobersdorf. Er war Gründungsmitglied des Vereins Kulturszene Kottingbrunn und von 1996 bis zu seinem Tod 2011 wichtiges Mitglied des Ensembles der alljährlichen Herbstproduktionen im Wasserschloss Kottingbrunn.
Neben seiner Schauspielertätigkeit kannte man seine Stimme durch zahlreiche Literaturproduktionen für Radio Burgenland und Ö1. Anlässlich des Haydnjahres 2009 veröffentlichte er das Buch Kochen macht Haydnspaß. Freudensprung war zudem ein begeisterter Musiker.
Thomas Freudensprung war verheiratet mit der ORF-Burgenland-Redakteurin Silvia Schöll und hat einen Sohn.
Thomas Freudensprung starb am 1. Oktober 2011 im Alter von 46 Jahren bei einem Motorradunfall. 

## Filmografie (Auswahl)
- 1989: Novembernebel
- 1989: Neun vor elf (Kurzfilm)
- 1995: Mike H. räumt auf (Kurzfilm)
- 1995: Furcht-Los
- 1996: Kommissar Rex (Fernsehserie, eine Folge)
- 1996–1999: Die Heiße Spur (Fernsehserie, zwei Folgen)
- 1999: Fred (Kurzfilm)
- 2000: Der Überfall
- 2001: Tatort – Tagung (Fernsehreihe)
- 2002: Julia – Eine ungewöhnliche Frau (Fernsehserie, eine Folge)
- 2004: Schlosshotel Orth (Fernsehserie, eine Folge)
- 2004–2008: Trautmann (Fernsehreihe, zwei Folgen)
- 2005: Quaterlife-Crisis (Kurzfilm)
- 2006: Wir sind so verhasst (Fernsehfilm)
- 2006–2008: Der Winzerkönig (Fernsehserie, drei Folgen)
- 2007: Nous nous sommes tant haïs (Fernsehfilm)
- 2007: Tatort – Exitus (Fernsehreihe)
- 2007: Tatort – Familiensache (Fernsehreihe)
- 2011: Tatort – Vergeltung (Fernsehreihe)
- 2012: Tatort – Falsch verpackt